# Dover Kossachvili
Dover Kossachvili (hébreu : דובר קוסאשווילי ; géorgien : დოვერ ქოსაშვილი), né le 8 décembre 1966, est un réalisateur de cinéma et scénariste géorgien et israélien.

## Formation
- Université de Tel Aviv

## Filmographie
- 1999 : Im Hukim (court-métrage)
- 2001 : Mariage tardif (Hatuna Meuheret) avec Ronit Elkabetz et Lior Ashkenazi
- 2003 : Cadeau du ciel (Matana MiShamayim) avec Yuval Segal
- 2010 : Le Duel (Anton Chekhov's The Duel) avec Andrew Scott et Fiona Glascott
- 2010 : Sharon Amrani: Remember His Name, film collectif coréalisé avec Nir Bergman, Joseph Cedar, Gili Gaon, Yair Raveh (documentaire)
- 2011 : Infiltration (Hitganvut Yehidim) avec Guy Adler, Oz Zehavi et Michael Aloni
- 2012 : Single Plus (Revaka plus) avec Yael Toker
- 2017 : Les Tourtereaux (Love Birds) avec Tal Talmon et Asaf Goldstien

## Distinctions
- 1999 : Im Hukim :
  - Sélectionné à la Cinéfondation lors du 52e Festival de Cannes.

- Mariage tardif (Hatuna Meuheret) : 
  - Ophir du meilleur réalisateur 2001
  - Ophir du meilleur scénario original 2001